# Henri Louis Frédéric de Saussure
Henri Louis Frédéric de Saussure (Ginebra, 27 de novembre del 1829 - ib., 20 de febrer del 1905) fou un mineralogista i entomòleg suís especialitzat en l'estudi dels himenòpters i els ortopteroides.
Després de graduar-se per la Universitat de París i obtenir el seu doctorat a la Universitat de Giessen, el 1852 publicà el seu primer article científic, que tractava de les vespes. El 1854 viatjà a Nord-amèrica, on conegué Louis Agassiz. El 1858 fou cofundador de la Societat Geogràfica de Ginebra. Dos anys més tard, tornà a Suïssa amb col·leccions d'insectes, miriàpodes, crustacis, ocells i mamífers americans. El 1872 fou nomenat membre honorífic de la Societat Entomològica de Londres i l'any següent membre de la Societat Filosòfica Americana.
Tingué nou fills: el seu primogènit, el famós lingüista Ferdinand de Saussure (1857); Horace (c 1859); Albertine Adèle (1861), anomenada en honor de la tieta i la cunyada d'Henri; Elisabeth «Dora» Théodora (1863); Léopold (1866); René de Saussure (1868); Jeanne (ca. 1869); Louis Octave (1871) i Maximilien (1873).